# Plethodon variolatus
Espèce
Synonymes
- Salamandra variolata Gilliams, 1818

Plethodon variolatus est une espèce d'urodèles de la famille des Plethodontidae.

## Répartition
Cette espèce est endémique des États-Unis. Elle se rencontre dans le comté de Chatham, en Géorgie et dans le sud-ouest de la Caroline du Sud.

## Publication originale
- Gilliams, 1818 : Description of two new species of Linnaean Lacerta. Journal of the Academy of Natural Sciences of Philadelphia, vol. 1, p. 460 (texte intégral).